# باشگاه فوتبال لستر سیتی
باشگاه فوتبال لستر سیتی (به انگلیسی: .Leicester City F.C)، یک باشگاه حرفه‌ای فوتبال در لیگ برتر انگلیس است که در شهر لستر، انگلیس قرار دارد.
باشگاه لستر سیتی در سال ۱۸۸۴ تأسیس شده است. لسترسیتی در فصل ۲۰۱۴–۲۰۱۵ به لیگ برتر صعود کرد و در فصل ۲۰۱۵–۲۰۱۶ برای اولین بار، قهرمان لیگ جزیره شد.

## تاریخچه
این باشگاه فوتبال در آغاز توسط گروهی از پسران مدرسه وایگستون به عنوان «لسترفوس» تشکیل شد و سپس این باشگاه در سال ۱۸۹۰ به اتحادیه فوتبال انگلستان پیوست. در سال ۱۸۹۱ زمانی که این باشگاه به خیابان فیلبرت نقل مکان کرد، در پنج زمین گوناگون دیگر از جمله «ویکتوریا پارک» واقع در جنوب شرق بخش مرکزی این شهر به بازی می‌پرداخت. این باشگاه در فصل ۰۸–۱۹۰۷ پس از به دست آوردن رتبه دوم در لیگ دسته دوم توانست به بالاترین سطح فوتبال آن زمان انگلیس یعنی «دسته اول» صعود کند هر چند که در نهایت این تیم یک سال بعد به لیگ دسته دو سقوط کرد که بدترین نتیجه این تیم در آن سال شکست ۱۲–۰ در برابر تیم ناتینگهام فارست بود. زمانی که لیگ فوتبال در سال ۱۹۱۹ پس از پایان جنگ جهانی اول دوباره از سر گرفته شد، به دلیل مشکلات مالی نام باشگاه به نام امروزی آن تغییر یافت که پس از تغییر نام به لستر سیتی در دهه بیستم میلادی تحت مربیگری «پیتر هاج» توانست نه تنها به سطح اول فوتبال انگلیس بازگردد بلکه به موفقیت‌های قابل توجه نظیر قهرمانی در لیگ دسته دوم فصل ۱۹۲۴–۲۵ و ایستادن در رتبه دوم لیگ دسته اول فصل ۱۹۲۸–۲۹ پس از شفیلد ونزدی دست یابد.لستر سیتی در سال ۱۹۴۹ توانست به بازی پایانی جام حذفی فوتبال انگلستان(FA CUP) راه یابد که در نهایت آن پیکار را ۳–۱ به ولورهمپتون واندرز واگذار کرد.

## پرچم
به دلیل آنکه منطقه لسترشر یکی از مهم‌ترین شکارگاه‌های روباه در انگلستان به‌شمار می‌رود در سال ۱۹۴۸، روباه به عنوان نماد باشگاه لستر سیتی برگزیده شد.

## ورزشگاه
در سال ۲۰۰۲ لستر سیتی نام ورزشگاه خانگی خود یعنی فیلبرت وی را به والکرز استادیوم تغییر داد. دلیل این کار این بود که پشتیبان مالی باشگاه صنایع غذایی والکرز نام داشت. لستر سیتی اولین بار در ورزشگاه تغییر نام یافته خود در یک بازی تدارکاتی به مصاف باشگاه فوتبال اتلتیک بیلبائو رفت که آن بازی با نتیجه ۱–۱ مساوی به پایان رسید. این ورزشگاه همچنین میزبان بازی تیم ملی انگلیس با صربستان و مونته‌نگرو نیز بوده است که آن بازی با پیروزی ۲–۱ انگلیس خاتمه یافت.
در ۱۹ اکتبر ۲۰۱۰ مالکان جدید تایلندی گروه بین‌المللی کینگ پاور پیشنهاد تغییر نام ورزشگاه از والکرز را به «کینگ پاور استادیوم" ارائه دادند و برای افزایش تعداد صندلی‌های ورزشگاه به ۴۲۰۰۰ نفر نیز طرحهای ارائه کردند که باشگاه لستر سیتی در تاریخ ۷ ژوئیه ۲۰۱۱ با پیشنهاد آنان مواقفت کرد و نام ورزشگاه خانگی لستر سیتی رسماً به " کینگ پاور استادیوم» تغییر یافت.

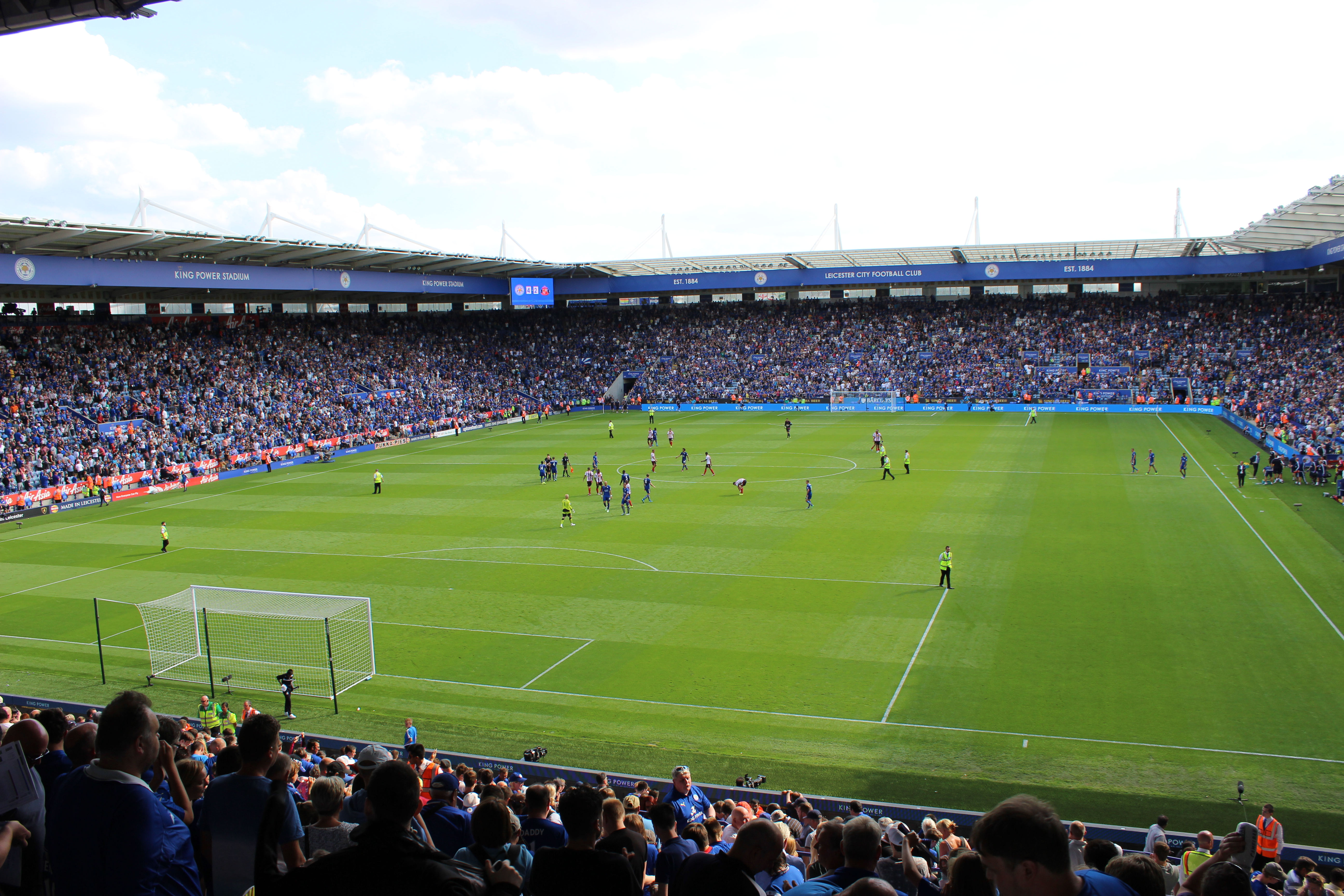
ورزشگاه کینگ پاور از سال ۲۰۰۲ به عنوان ورزشگاه خانگی لسترسیتی مورد استفاده قرار گرفت.

## باشگاه‌های رقیب
ناتینگهام فارست به عنوان بزرگ‌ترین رقیب برای باشگاه لستر سیتی می‌باشد. دیگر رقیب سنتی لستر تیم دربی کانتی می‌باشد. این شهرآورد به دلیل تلاقی ریل راه‌آهن دو شهر به نام «ام ۶۹» خوانده می‌شود.

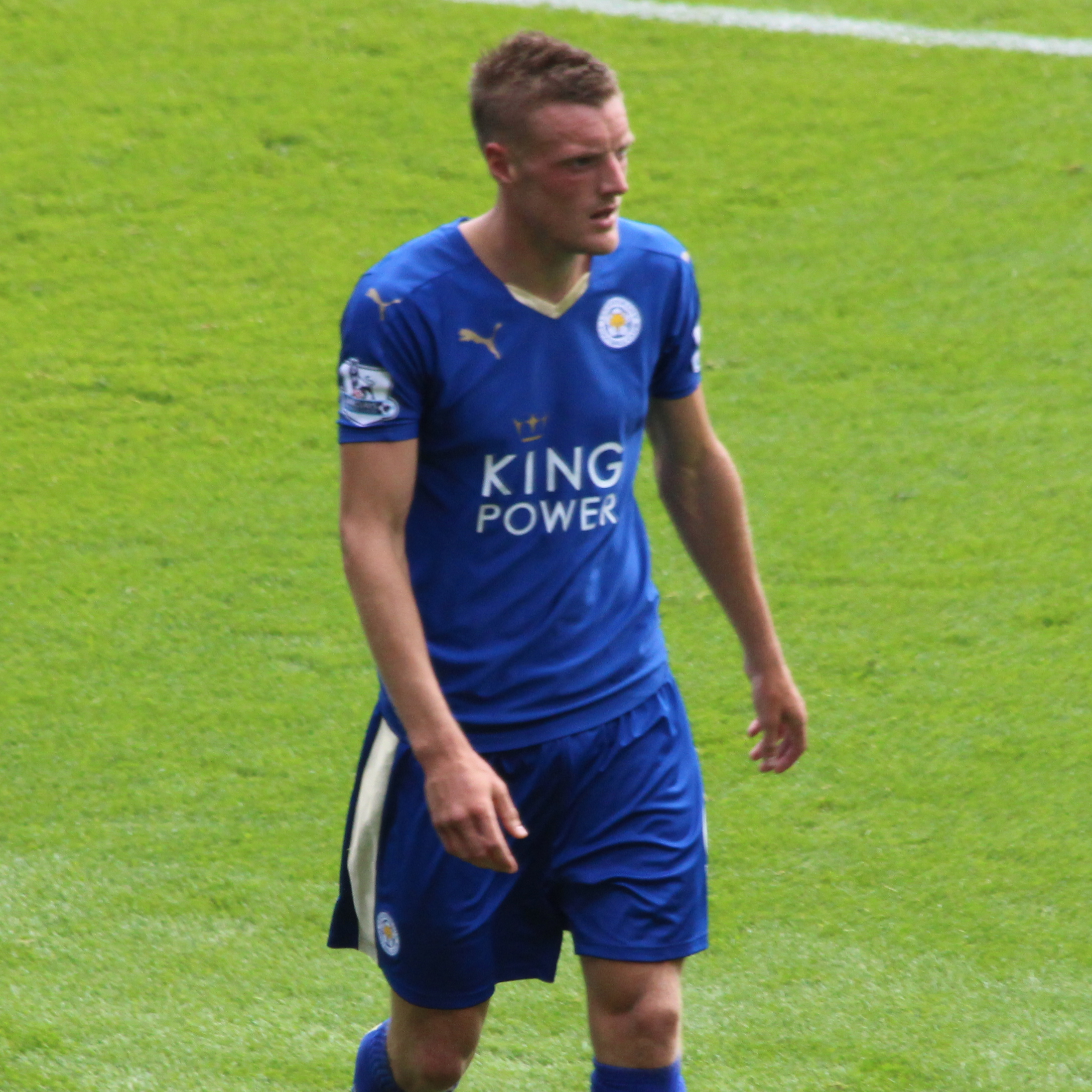
جیمی واردی رکورد گلزنی در بازی‌های متوالی در لیگ برتر را با زدن ۱۳ گل در ۱۱ بازی در فصل ۱۶–۲۰۱۵ شکست.

## حامیان مالی
مالک باشگاه لسترسیتی شرکت بین‌المللی کینگ پاور تایلند می‌باشد که ریاست آن بر عهده ویچای سریواداناپرابها می‌باشد که در سال ۲۰۱۰این باشگاه را از مالکان قبلی خریداری کرد و سپس در سال ۲۰۱۱ پسر خود «آیاوات راکسریاکسورن» را به عنوان نایب رئیس باشگاه برگزید. دیگر حامیان مالی باشگاه بدین صورت می‌باشند:
| نام                   | سمت         |
| --------------------- | ----------- |
| آیاوات راکسریاکسورن   | رئیس        |
| آپیکت راکسریاکسورن    | نایب رئیس   |
| سوزان ویلان           | مدیر عامل   |
| مالکولم استورات اسمیت | مدیر اجرایی |
| سایمون کاپر           | مدیر مالی   |
| کوین بارکلی           | مدیر عملیات |

## نتایج اروپایی
| فصل     | رقابت                 | دور                  | باشگاه           | خانه | خارج از خانه | مجموع     |
| ------- | --------------------- | -------------------- | ---------------- | ---- | ------------ | --------- |
| ۶۲–۱۹۶۱ | جام برندگان جام اروپا | مقدماتی              | گلناون           | ۳–۱  | ۴–۱          | ۷–۲       |
| ۶۲–۱۹۶۱ | جام برندگان جام اروپا | دور اول              | اتلتیکو مادرید   | ۱–۱  | ۰–۲          | ۱–۳       |
| ۹۸–۱۹۹۷ | جام یوفا              | دور اول              | اتلتیکو مادرید   | ۰–۲  | ۱–۲          | ۱–۴       |
| ۰۱–۲۰۰۰ | جام یوفا              | دور اول              | ستاره سرخ بلگراد | ۱–۱  | ۱–۳          | ۲–۴       |
| ۱۷–۲۰۱۶ | لیگ قهرمانان اروپا    | مرحلهٔ گروهی          | پورتو            | ۱–۰  | ۰–۵          | رتبهٔ نخست |
| ۱۷–۲۰۱۶ | لیگ قهرمانان اروپا    | مرحلهٔ گروهی          | کلوب بروژ        | ۲–۱  | ۳–۰          | رتبهٔ نخست |
| ۱۷–۲۰۱۶ | لیگ قهرمانان اروپا    | مرحلهٔ گروهی          | کپنهاگن          | ۱–۰  | ۰–۰          | رتبهٔ نخست |
| ۱۷–۲۰۱۶ | لیگ قهرمانان اروپا    | مرحلهٔ یک‌هشتم نهایی   | سویا             | ۲–۰  | ۱–۲          | ۳–۲       |
| ۱۷–۲۰۱۶ | لیگ قهرمانان اروپا    | مرحلهٔ یک چهارم نهایی | اتلتیکو مادرید   | ۱–۱  | ۰–۱          | ۱–۲       |

یادداشت‌ها
- گل‌های زده شده توسط لستر اول ذکر شده‌اند.

1. ↑  'Away' leg held at the Gerhard Hanappi Stadium, وین، اتریش

## افتخارات
- لیگ برتر فوتبال انگلستان
  - قهرمان (۱): ۲۰۱۶–۲۰۱۵
- چمپیونشیپ
  - قهرمان (۸): ۲۵–۱۹۲۴، ۳۷–۱۹۳۶، ۵۷–۱۹۵۶، ۷۱–۱۹۷۰، ۸۰–۱۹۷۹، ۱۴–۲۰۱۳، ۲۴–۲۰۲۳،
  - نایب قهرمان(۲): ۰۸–۱۹۰۷، ۰۳–۲۰۰۲
- جام اتحادیه فوتبال انگلستان
  - قهرمان (۳): ۱۹۶۴- ۱۹۹۷- ۲۰۰۰
  - نایب قهرمان (۲): ۱۹۶۵–۱۹۹۹
- جام خیریه انگلستان
  - قهرمان (۲): ۱۹۷۱، ۲۰۲۱
  - نایب قهرمان (۱): ۲۰۱۶
- جام حذفی فوتبال انگلستان
  -  قهرمان(۱) :۲۰۲۱–۲۰۲۰
  -  نایب قهرمان(۴): ۱۹۴۹، ۱۹۶۱، ۱۹۶۳، ۱۹۶۹

## کادر فنی
| کادر فنی         | کادر فنی        |
| سمت              | نام             |
| ---------------- | --------------- |
| سرمربی           | رود فن نیستلروی |
| دستیار سرمربی    | آلن تیت         |
| مربی و آنالیزور  | استیو رندز      |
| مربی             | اندرو هیوز      |
| مربی دروازه‌بان‌ها | دنی الکاک       |
| مربی بدنسازی     | مت ریوز         |
| پزشک             | سیمون موریس     |
| فیزیوتراپ        | نایل استیونز    |
| فیزیوتراپ        | گری سیلک        |
| مدیر آکادمی      | جان رادکین      |

## بازیکنان

### بازیکنان فصل ۲۶–۲۰۲۵
تا تاریخ ۸ اوت ۲۰۲۵
| شماره |          | پست       | بازیکن                  |
| ----- | -------- | --------- | ----------------------- |
| ۱     | لهستان   | دروازه‌بان | یاکوب استولارچیک        |
| ۲     | انگلستان | مدافع     | جیمز جاستین             |
| ۳     | بلژیک    | مدافع     | ووت فس                  |
| ۴     | انگلستان | مدافع     | بن نلسون                |
| ۵     | ایتالیا  | مدافع     | کالب اوکولی             |
| ۷     | غنا      | مهاجم     | عبدل فاتاوو ایسهاکو     |
| ۸     | انگلستان | هافبک     | هری وینکس               |
| ۹     | غنا      | مهاجم     | ژردن ایو                |
| ۱۰    | انگلستان | مهاجم     | استفی مودیدی            |
| ۱۱    | مراکش    | هافبک     | بلال الخنوس             |
| ۱۴    | جامائیکا | مهاجم     | بابی دکودووا            |
| ۱۵    | استرالیا | مدافع     | هری سوتار               |
| ۱۶    | دانمارک  | مدافع     | ویکتور کریستینسن        |
| ۱۷    | بنگلادش  | هافبک     | حمزه چادوری             |
| ۲۰    | زامبیا   | مهاجم     | پتسون داکا              |
| ۲۱    | پرتغال   | مدافع     | ریکاردو پریرا (کاپیتان) |
| ۲۲    | انگلستان | هافبک     | اولیور اسکیپ            |

| شماره |                 | پست       | بازیکن           |
| ----- | --------------- | --------- | ---------------- |
| ۲۳    | دانمارک         | مدافع     | یانیک وسترگارد   |
| ۲۴    | فرانسه          | هافبک     | بوباکاری سوماره  |
| ۲۵    | انگلستان        | هافبک     | Louis Page       |
| ۲۶    | مالی            | مدافع     | ویو کولیبالی     |
| ۲۷    | پرتغال          | هافبک     | وانیا مارسال     |
| ۲۸    | انگلستان        | مهاجم     | جرمی مانگا       |
| ۳۱    | بوسنی و هرزگوین | دروازه‌بان | آسمیر بگوویچ     |
| ۳۳    | انگلستان        | مدافع     | لوک توماس        |
| ۳۴    | انگلستان        | هافبک     | Michael Golding  |
| ۳۵    | جمهوری ایرلند   | هافبک     | کیسی مک‌آتیر      |
| ۳۶    | انگلستان        | هافبک     | Sammy Braybrooke |
| ۳۷    | انگلستان        | هافبک     | ویل آلوز         |
| ۳۹    | انگلستان        | هافبک     | Silko Thomas     |
| ۵۶    | انگلستان        | مدافع     | Olabade Aluko    |
| ۶۱    | انگلستان        | دروازه‌بان | Stevie Bausor    |
| ۶۵    | انگلستان        | مهاجم     | جیک اوانز        |

### اسطوره‌های باشگاه
در سال ۱۹۹۸ به مناسبت صد سالگی اتحادیه فوتبال در انگلیس، صد بازیکن تأثیرگذار فوتبال انگلستان برگزیده شدند که در این میان پنج تن از آنان عضو باشگاه لستر بوده‌اند.
| سال حضور | پست       | نام بازیکنان    |
| -------- | --------- | --------------- |
| ۸ سال    | مهاجم     | آرتور رالی      |
| ۸ سال    | دروازه‌بان | گوردون بنکس     |
| ۷ سال    | مدافع     | فرانک مک لینتاک |
| ۷ سال    | دروازه‌بان | پیتر شیلتون     |
| ۷ سال    | مهاجم     | گری لینکر       |

### برترین گلزنان باشگاه
| سالهای بازی در لستر | شمار گل ها | نام بازیکن   |
| ------------------- | ---------- | ------------ |
| ۱۹۲۳–۱۹۳۵           | ۲۷۳        | آرتور چاندلر |
| ۱۹۵۰–۱۹۵۸           | ۲۶۵        | آرتور رالی   |
| ۱۹۲۶–۱۹۳۲           | ۱۵۶        | ارنی هین     |

## آمار بازیکنان

### کاپیتانان
| سال       | نام بازیکن    |
| --------- | ------------- |
| ۱۹۸۷–۱۹۹۲ | الی موشلن     |
| ۱۹۹۲–۱۹۹۳ | استیو والش    |
| ۱۹۹۳–۱۹۹۴ | گری میلز      |
| ۱۹۹۵–۱۹۹۶ | گری پارکر     |
| ۱۹۹۶–۱۹۹۹ | استیو والش    |
| ۱۹۹۹–۲۰۰۵ | مت الیوت      |
| ۲۰۰۵–۲۰۰۶ | دنی تیاتو     |
| ۲۰۰۶–۲۰۰۷ | پدی مک‌کارتی   |
| ۲۰۰۷–۲۰۰۸ | استیون کلمنس  |
| ۲۰۰۸–۲۰۱۱ | مت اکلی       |
| ۲۰۱۱–۲۰۱۲ | مت میل        |
| ۲۰۱۲–۲۰۲۱ | وس مورگان     |
| ۲۰۲۱–۲۰۲۲ | کاسپر اشمایکل |
| ۲۰۲۲–۲۰۲۳ | جانی اوانز    |

### بازیکن سال باشگاه
| سال       | نام بازیکن   |
| --------- | ------------ |
| ۱۹۸۷–۸۸   | استیو والش   |
| ۱۹۸۸–۸۹   | آلن پاریس    |
| ۱۹۸۹–۹۰   | Gary Mills   |
| ۱۹۹۰–۹۱   | Tony James   |
| ۱۹۹۱–۹۲   | Gary Mills   |
| ۱۹۹۲–۹۳   | کالین هیل    |
| ۱۹۹۳–۹۴   | سیمون گریسون |
| ۱۹۹۴–۹۵   | کوین پول     |
| ۱۹۹۵–۹۶   | Garry Parker |
| ۱۹۹۶–۹۷   | سیمون گریسون |
| ۱۹۹۷–۹۸   | مت الیوت     |
| ۱۹۹۸–۹۹   | تونی کوتی    |
| ۱۹۹۹–۲۰۰۰ | جری تاگارت   |
| ۲۰۰۰–۰۱   | رابی سوج     |

| سال     | نام بازیکن      |
| ------- | --------------- |
| ۲۰۰۱–۰۲ | رابی سوج        |
| ۲۰۰۲–۰۳ | پل دیکوف        |
| ۲۰۰۳–۰۴ | لس فردیناند     |
| ۲۰۰۴–۰۵ | دنی تیاتو       |
| ۲۰۰۵–۰۶ | Joey Guðjónsson |
| ۲۰۰۶–۰۷ | ایان هیوم       |
| ۲۰۰۷–۰۸ | ریچارد استریمن  |
| ۲۰۰۸–۰۹ | استیو هاوارد    |
| ۲۰۰۹–۱۰ | جک هابز         |
| ۲۰۱۰–۱۱ | Richie Wellens  |
| ۲۰۱۱–۱۲ | کاسپر اشمایکل   |
| ۲۰۱۲–۱۳ | وس مورگان       |
| ۲۰۱۳–۱۴ | دنی درینکواتر   |
| ۲۰۱۴–۱۵ | استبان کامبیاسو |

| سال     | نام بازیکن    |
| ------- | ------------- |
| ۲۰۱۵–۱۶ | ریاض محرز     |
| ۲۰۱۶–۱۷ | کاسپر اشمایکل |
| ۲۰۱۷–۱۸ | هری مگوایر    |
| ۲۰۱۸–۱۹ | ریکاردو پریرا |
| ۲۰۱۹–۲۰ | جیمی واردی    |
| ۲۰۲۰–۲۱ | یوری تیلمانس  |
| ۲۰۲۱–۲۲ | جیمز مدیسون   |

### بازیکنان با بیش از ۳۰۰ بازی برای تیم
- گراهام کراس ۵۹۹
- Adam Black 557
- هیو ادکوک ۴۶۰
- Mark Wallington 460
- استیو والش ۴۵۰
- آرتور چندلر (بازیکن فوتبال) ۴۱۹
- John Sjoberg 413
- مال گریفیتس ۴۰۹
- استیو ویتوورت ۴۰۰
- اندی کینگ ۳۷۷
- اسپ اسمیت ۳۷۳
- Mike Stringfellow 370
- Richie Norman 365
- گوردون بنکس ۳۵۶
- جان اونیل (بازیکن فوتبال) ۳۴۵
- Dave Gibson 339
- پیتر شیلتون ۳۳۹
- کالین اپلتون ۳۳۳
- کاسپر اشمایکل ۳۲۴
- Dennis Rofe 324
- پل رمزی ۳۲۲
- آرتور راولی ۳۲۱
- آرتور لاکهد ۳۲۰
- موزی عزت ۳۱۹
- Ian Wilson 318
- Derek Hines 317
- لنی گلاور ۳۰۵

### بازیکنان با بیش از پنجاه گل برای تیم
- آرتور چندلر (بازیکن فوتبال) ۲۷۳
- آرتور راولی ۲۶۵
- ارنی هین ۱۵۶
- Derek Hines 117
- آرتور لاکهد ۱۱۴
- جیمی واردی ۱۰۷
- گری لینکر ۱۰۳
- Mike Stringfellow 97
- Johnny Duncan 95
- Jimmy Walsh 91
- جک لی ۸۴
- آلن اسمیت ۸۴
- فرانک ووردینگتن ۷۸
- مال گریفیتس ۷۶
- Ken Keyworth 76
- Danny Liddle 71
- Arthur Maw 64
- متی فریات ۶۲
- اندی کینگ ۶۲
- استیو والش (بازیکن فوتبال) ۶۲
- Steve Lynex 60
- دیوید ناجنت ۵۹
- Fred Shinton 58
- جک باورز ۵۶
- Dave Gibson 53
- Jackie Sinclair 53
- هیو ادکوک ۵۲
- جورج دویس ۵۱
- گری مک‌آلیستر ۵۱

### بازیکنان حاضر در جام جهانی
- جان اندرسون (ترکیب تیم‌های جام جهانی فوتبال ۱۹۵۴)
- ویلی کانیگام (ترکیب تیم‌های جام جهانی فوتبال ۱۹۵۸)
- کن لیک (ترکیب تیم‌های جام جهانی فوتبال ۱۹۵۸)
- گوردون بنکس (ترکیب تیم‌های جام جهانی فوتبال ۱۹۶۶) – برنده جام جهانی ۱۹۶۶
- جان اونیل (ترکیب تیم‌های جام جهانی فوتبال ۱۹۸۲, ترکیب تیم‌های جام جهانی فوتبال ۱۹۸۶)
- پل رمزی (ترکیب تیم‌های جام جهانی فوتبال ۱۹۸۶)
- گری مک‌آلیستر (ترکیب تیم‌های جام جهانی فوتبال ۱۹۹۰)
- دیوید کلی (ترکیب تیم‌های جام جهانی فوتبال ۱۹۹۰)
- مت الیوت (۱۹۹۸)
- کیسی کلر (۱۹۹۸)
- موزی عزت (ترکیب تیم‌های جام جهانی فوتبال ۲۰۰۲)
- ریاض محرز (۲۰۱۴)
- کاسپر اشمایکل (۲۰۱۸)
- هری مگوایر (۲۰۱۸)
- جیمی واردی (۲۰۱۸)
- شینجی اوکازاکی (۲۰۱۸)
- ویلفرد اندیدی (۲۰۱۸)
- کلچی ایهیناچو (۲۰۱۸)
- احمد موسی (۲۰۱۸)
- آدرین سیلوا (۲۰۱۸)
- ریکاردو پریرا (۲۰۱۸)
- یوهان بن علوان (۲۰۱۸)

## بازیکنان ایرانی
حسین کعبی